# 塩城南洋空港
塩城南洋空港（えんじょうなんようくうこう）は中華人民共和国江蘇省塩城市亭湖区南洋鎮に位置する空港。市中心部より約8.3km。寧塩、連続塩、淮塩、塩通の各高速道路と連絡する。
2000年3月29日に開港し、北京、上海、広州などの国内線以外に、韓国の仁川などへ国際線が就航している。

## 就航航空会社
国内
| 航空会社     | 就航地                 |
| ------------ | ---------------------- |
| 中国東方航空 | 武漢、瀋陽             |
| 中国南方航空 | 広州、武漢、深圳、掲陽 |
| 中国国際航空 | 北京/首都、北京/大興   |

- 春秋航空 - 天津、深圳
- 厦門航空 - 厦門、ハルビン

国際/港澳台地区
| 航空会社     | 就航地                                   |
| ------------ | ---------------------------------------- |
| 春秋航空     | 大阪/関西(2025年9月10日より運航開始予定) |
| アシアナ航空 | ソウル/仁川                              |

## 空港アクセス
- 塩城民航售票处 - 無料バス(1日5～6本)